# Élections législatives de 1928 dans les Ardennes
Les élections législatives de 1928 ont eu lieu les 22 et 29 avril 1928.

## Élus
|   | Circonscription | Député élu          |  | Groupe parlementaire                      |
| - | --------------- | ------------------- |  | ----------------------------------------- |
| 1 | 1re de Mézières | Étienne Riché       |  | Gauche unioniste et sociale               |
| 2 | 2e de Mézières  | Charles Boutet      |  | Parti socialiste                          |
| 3 | Rethel          | Albert Meunier      |  | Gauche unioniste et sociale               |
| 4 | Rocroi          | Henri Philippoteaux |  | Républicain radical et radical-socialiste |
| 5 | Vouziers        | Jules Courtehoux    |  | Républicain radical et radical-socialiste |

## Résultats à l'échelle du département
| Partis         | Partis                                          | Premier tour | Premier tour | Deuxième tour | Deuxième tour | Sièges |
| Partis         | Partis                                          | Voix         | %            | Voix          | %             | Sièges |
| -------------- | ----------------------------------------------- | ------------ | ------------ | ------------- | ------------- | ------ |
|                | Section française de l'Internationale ouvrière  | 14 814       | 21,51        | 15 313        | 25,83         | 1      |
|                | Radicaux indépendants                           | 13 188       | 19,15        | 7 105         | 11,98         | 1      |
|                | Parti communiste-SFIC                           | 10 366       | 15,05        | 5 382         | 9,08          | 0      |
|                | Parti républicain-socialiste                    | 9 445        | 13,71        | 13 785        | 23,25         | 2      |
|                | Fédération républicaine                         | 8 850        | 12,85        | 9 102         | 15,35         | 0      |
|                | Alliance démocratique                           | 7 023        | 10,20        | 8 598         | 14,50         | 1      |
|                | Parti républicain radical et radical-socialiste | 5 075        | 7,37         |               |               | 0      |
|                | Divers                                          | 106          | 0,15         | 0             |               |        |
|                |                                                 |              |              |               |               |        |
| Inscrits       | Inscrits                                        | 80 085       | 100,00       | 68 461        | 100,00        | 5      |
| Votants        | Votants                                         | 69 878       | 87,25        | 59 798        | 87,35         |        |
| Abstentions    | Abstentions                                     | 10 207       | 12,75        | 8 663         | 12,65         |        |
| Blancs et nuls | Blancs et nuls                                  | 1 011        | 1,45         | 513           | 0,86          |        |
| Exprimés       | Exprimés                                        | 68 867       | 98,55        | 59 285        | 99,14         |        |

## Résultats par arrondissement

### Arrondissement de Mézières

#### 1recirconscription
| Candidats      | Candidats      | Étiquette      | Premier tour | Premier tour | Deuxième tour | Deuxième tour |
| Candidats      | Candidats      | Étiquette      | Voix         | %            | Voix          | %             |
| -------------- | -------------- | -------------- | ------------ | ------------ | ------------- | ------------- |
|                | Étienne Riché  | AD             | 6 606        | 35,95        | 8 598         | 45,09         |
|                | Jevais         | SFIO           | 4 116        | 22,40        | 8 592         | 45,06         |
|                | Mayer          | PC-SFIC        | 3 846        | 20,93        | 1 879         | 9,85          |
|                | Gobert         | PRRRS          | 3 806        | 20,71        |               |               |
|                |                |                |              |              |               |               |
| Inscrits       | Inscrits       | Inscrits       | 22 256       | 100,00       | 22 256        | 100,00        |
| Votants        | Votants        | Votants        | 18 819       | 84,56        | 19 234        | 86,42         |
| Abstention     | Abstention     | Abstention     | 3 437        | 15,44        | 3 022         | 13,58         |
| Blancs et nuls | Blancs et nuls | Blancs et nuls | 445          | 2,36         | 165           | 0,86          |
| Exprimés       | Exprimés       | Exprimés       | 18 374       | 97,64        | 19 069        | 99,14         |

#### 2ecirconscription
| Candidats      | Candidats      | Étiquette      | Premier tour | Premier tour | Deuxième tour | Deuxième tour |
| Candidats      | Candidats      | Étiquette      | Voix         | %            | Voix          | %             |
| -------------- | -------------- | -------------- | ------------ | ------------ | ------------- | ------------- |
|                | Charles Boutet | SFIO           | 6 064        | 43,79        | 6 721         | 49,10         |
|                | Dacremont      | FR             | 4 806        | 34,70        | 4 892         | 35,74         |
|                | Barette        | PC-SFIC        | 2 973        | 21,47        | 2 075         | 15,16         |
|                | Divers         | Divers         | 6            | 0,00         |               |               |
|                |                |                |              |              |               |               |
| Inscrits       | Inscrits       | Inscrits       | 15 888       | 100,00       | 15 888        | 100,00        |
| Votants        | Votants        | Votants        | 13 997       | 88,10        | 13 766        | 86,64         |
| Abstention     | Abstention     | Abstention     | 1 891        | 11,90        | 2 122         | 13,36         |
| Blancs et nuls | Blancs et nuls | Blancs et nuls | 148          | 1,06         | 78            | 0,57          |
| Exprimés       | Exprimés       | Exprimés       | 13 849       | 98,94        | 13 688        | 99,43         |

### Arrondissement de Rethel
| Candidats      | Candidats      | Étiquette           | Premier tour | Premier tour |
| Candidats      | Candidats      | Étiquette           | Voix         | %            |
| -------------- | -------------- | ------------------- | ------------ | ------------ |
|                | Albert Meunier | Radical indépendant | 6 269        | 62,40        |
|                | Binet          | SFIO                | 1 653        | 16,45        |
|                | Ledoux         | PRRRS               | 1 269        | 12,63        |
|                | Pescheux       | PC-SFIC             | 855          | 8,51         |
|                |                |                     |              |              |
| Inscrits       | Inscrits       | Inscrits            | 11 624       | 100,00       |
| Votants        | Votants        | Votants             | 10 175       | 87,53        |
| Abstention     | Abstention     | Abstention          | 1 449        | 12,47        |
| Blancs et nuls | Blancs et nuls | Blancs et nuls      | 129          | 1,27         |
| Exprimés       | Exprimés       | Exprimés            | 10 046       | 98,73        |

### Arrondissement de Rocroi
| Candidats      | Candidats           | Étiquette      | Premier tour | Premier tour | Deuxième tour | Deuxième tour |
| Candidats      | Candidats           | Étiquette      | Voix         | %            | Voix          | %             |
| -------------- | ------------------- | -------------- | ------------ | ------------ | ------------- | ------------- |
|                | Henri Philippoteaux | PRS            | 4 627        | 34,65        | 6 396         | 54,67         |
|                | Petitfils           | FR             | 4 044        | 30,29        | 4 210         | 35,98         |
|                | Lareppe             | PC-SFIC        | 1 746        | 13,08        | 1 094         | 9,35          |
|                | Latour              | SFIO           | 1 354        | 10,14        |               |               |
|                |                     |                |              |              |               |               |
| Inscrits       | Inscrits            | Inscrits       | 13 352       | 100,00       | 13 352        | 100,00        |
| Votants        | Votants             | Votants        | 11 868       | 88,89        | 11 782        | 88,24         |
| Abstention     | Abstention          | Abstention     | 1 484        | 11,11        | 1 570         | 11,76         |
| Blancs et nuls | Blancs et nuls      | Blancs et nuls | 97           | 0,82         | 82            | 0,70          |
| Exprimés       | Exprimés            | Exprimés       | 11 771       | 99,18        | 11 700        | 99,30         |

### Arrondissement de Vouziers
| Candidats      | Candidats         | Étiquette           | Premier tour | Premier tour | Deuxième tour | Deuxième tour |
| Candidats      | Candidats         | Étiquette           | Voix         | %            | Voix          | %             |
| -------------- | ----------------- | ------------------- | ------------ | ------------ | ------------- | ------------- |
|                | Jules Courtehoux  | PRS                 | 4 818        | 32,49        | 7 389         | 49,83         |
|                | Maurice Bosquette | Radical indépendant | 4 528        | 30,54        | 7 105         | 47,92         |
|                | Lebeau            | Radical indépendant | 2 391        | 16,13        |               |               |
|                | Bozzi             | SFIO                | 1 627        | 10,97        |               |               |
|                | Guillardelle      | PC-SFIC             | 946          | 6,38         | 334           | 2,25          |
|                | Longuet-Lamarche  | AD                  | 417          | 2,81         |               |               |
|                | Divers            | Divers              | 100          | 0,67         |               |               |
|                |                   |                     |              |              |               |               |
| Inscrits       | Inscrits          | Inscrits            | 16 965       | 100,00       | 16 965        | 100,00        |
| Votants        | Votants           | Votants             | 15 019       | 88,53        | 15 016        | 88,51         |
| Abstention     | Abstention        | Abstention          | 1 946        | 11,47        | 1 949         | 11,49         |
| Blancs et nuls | Blancs et nuls    | Blancs et nuls      | 192          | 1,28         | 188           | 1,25          |
| Exprimés       | Exprimés          | Exprimés            | 14 827       | 98,72        | 14 828        | 98,75         |